# Legendary Years
Legendary Years – album kompilacyjny włoskiego zespołu power-metalowego Rhapsody of Fire, wydany 26 maja 2017 roku przez AFM Records. Album zawiera na nowo nagrane utwory z wcześniejszych wydawnictw zespołu; jest to również pierwszy album, w którym wokal wykonuje nowy wokalista, Giacomo Voli, a na perkusji gra Manu Lotter – zastąpili oni wieloletnich członków grupy Fabia Lione i Alexa Holzwartha, którzy odeszli z zespołu.

## Lista utworów
1. „Dawn of Victory” – 4:44
2. „Knightrider of Doom” – 3:58
3. „Flames of Revenge” – 5:32
4. „Beyond the Gates of Infinity” – 7:21
5. „Land of Immortals” – 4:53
6. „Emerald Sword” – 4:23
7. „Legendary Tales” – 7:49
8. „Dargor, Shadowlord of the Black Mountain” – 4:47
9. „When Demons Awake” – 6:46
10. „Wings of Destiny” – 4:17
11. „Riding the Winds of Eternity” – 4:12
12. „The Dark Tower of Abyss” – 6:51
13. „Holy Thunderforce” – 4:20
14. „Rain of a Thousand Flames” – 3:43
15. „Where Dragons Fly” – 4:34 (japoński utwór bonusowy)